# جبر مدرج دیفرانسیلی
در ریاضیات یک جبر مدرج دیفرانسیلی ساختاری در جبر مجرد است که افزون بر جبر در توپولوژی و نظریه های کوهمولوژی هم کاربرد دارد.

## تعریف
یک جبر مدرج دیفرانسیلی، عبارت است از یک جبر مدرج {\displaystyle A} مجهز به یک نگاشت {\displaystyle d:A\to A} از درجه ۱ یا ۱- است که شرایط زیر را ارضا می کند:
۱) {\displaystyle d\circ d=0} به زبان دیگر، {\displaystyle d} یک ساختار کمپلکس زنجیری یا کوکمپلکس زنجیری به {\displaystyle A} می دهد.
۲) اگر {\displaystyle \omega \in A} عنصری ازدرجه {\displaystyle deg(\omega )=n} باشد، آنگاه برای هر 
{\displaystyle \eta \in A} داریم: {\displaystyle d(\omega .\eta )=(d\omega ).\eta +(-1)^{n}\omega .(d\eta )}
به دیگر سخن، {\displaystyle d} قانون لایبنیتس مدرج را ارج مینهد. 

## نمونه ها
- هر جبر تانسوری به گونه طبیعی، یک جبر مدرج دیفرانسیلی است.
- فرمهای دیفرانسیلی روی یک خمینه به همراه مشتق خارجی (در نقش {\displaystyle d})

همچنین اگر {\displaystyle A} یک جبر مدرج دیفرانسیلی باشد، همولوژی {\displaystyle H_{*}(A)=ker(d)/Im(d)} خود یک جبر مدرج است. 